# 鞏金甌
《國樂》，通稱為《鞏金甌》，是中國歷史上第一首法定的國歌，在1911年10月4日（清宣統三年八月十三，武昌起義前六日）由清政府正式頒布。

## 歷史
清朝早期尚無現代的國家概念，因此未制定過國歌。大清駐英國公使曾紀澤在出使期間，看到西方國家在公共禮儀場合演奏國歌，于1883年10月20日譜寫了大清帝國國歌草案《普天樂》並上報清廷，在此期間曾在一些外交場合作代國歌用，但最終未得到批准。
一度陸續有《李中堂樂》及《頌龍旗》等歌，作為清代半官方的國歌或代國歌。光緒三十二年（1906年）大清帝國陸軍部成立，譜制了一首陸軍軍歌《頌龍旗》，並在正式國歌未出前，暫成為清朝代國歌。每當在國際交往中需要演奏國歌時，便使用該首軍歌代替。
宣统三年（1911年）6月20日礼部衙门奏拟订《国乐办法》，并由摄政王载沣批准：

声音之道，本与政通。我朝乐章灿备，莫不上合古制，蔚为盛世元音。际兹环流交会之时，亟宜仰述先漠，专定国乐，以扬盛德，而壮声容。考东西列邦，国乐一经颁定，举凡陆海军队，暨外交公请，无不一律通行；良以全国饮崇，不容歧异也。推我国国乐，迄今未经编制；即前出使大臣曾纪泽所拟，亦未奏定颁行。自陆军部成立以来，则又另制一章，指为国乐，各邦已有传习之者，殊不足以表示尊崇，垂诸久远。查礼部奏请由使臣考求欧洲及日本等国乐谱，兹经咨送前来，臣等详细研求，窃以为我国朝会燕飨所用乐章，典丽面皇，允宜奉为指则，至各国国乐，定义制音，类皆别具本原，自未可舍己从人，轻勤盛典。所有应定国乐，拟请由臣等延聘通才及诸习音乐人员，参酌古今中外乐制，详慎审订，编制专章，奏请钦定颁行。

典礼院随即开始了国乐的制定工作，当时参考了由驻外使节提供的英（《天佑吾王》）、美（《星条旗》）、法（《马赛曲》）、德（《万岁胜利者的桂冠》）、奥（《帝皇颂》）、俄（《天佑沙皇》）、日（《君之代》）国歌。后参照日本、英国国歌的形式制定了国乐《鞏金甌》，并评价道：
现今各国国乐，取义选词不相因袭，以尊扬君主休美为主旨者，英吉利、俄罗斯、奥地利等国是也；以纪念重大兵事之声绩为主旨者，法兰西、美利坚等国是也；以酬祷国运之绵长、夸张国威之强盛为主旨者，日本、德意志是也。我国国乐，义取和平，词无夸饰，足与英、日辉映，增光坛坫矣。
宣统三年（1911年）10月4日正式将典礼院选定的《鞏金甌》定为国乐：
典礼院会奏，遵旨编制国乐专章一折；声音之道，与政相通，前因国乐未有专章，谕令礼部各衙门妥慎编制。兹据典礼院会同各该衙门将编制专章缮单呈览，声词尚属壮美，节奏颇为叶和，着即定为国乐，一体遵行。
这首国乐嚴復作詞，溥侗編曲，旋律来自康熙、乾隆年间的宫廷曲调，由溥侗改写为新式乐谱。清廷僅稱呼為「國樂」，無另作歌名，但一般用首句「鞏金甌」當作歌名。歌詞為文言文，用工尺譜記譜。歌詞句句押韻，每句字數前後對稱（丈）。

## 歌名

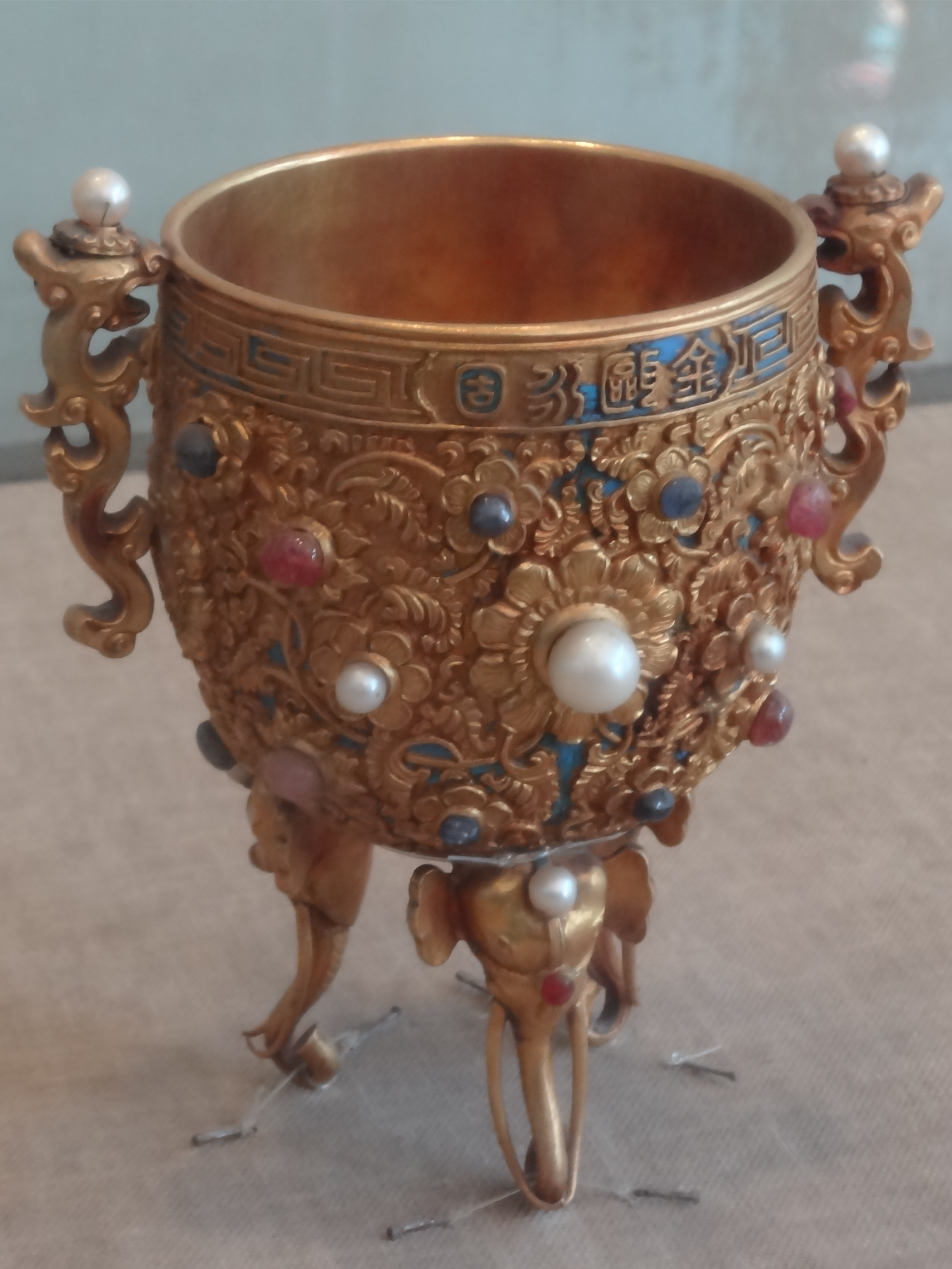
故宫珍宝馆藏金瓯永固杯

甌是一種酒器，金甌是一種金製的酒器，象徵著堅不可摧的國家。這些金製的器皿鑲嵌著珍珠和寶石，被稱為金甌永固杯，通常被清帝用於每年正月明窗開筆以及祭祀。鞏意為“鞏固”或“加強”，所以整個歌名可以理解為“加強我們對金甌的把控（即鞏固清廷的江山）”。

## 歌詞

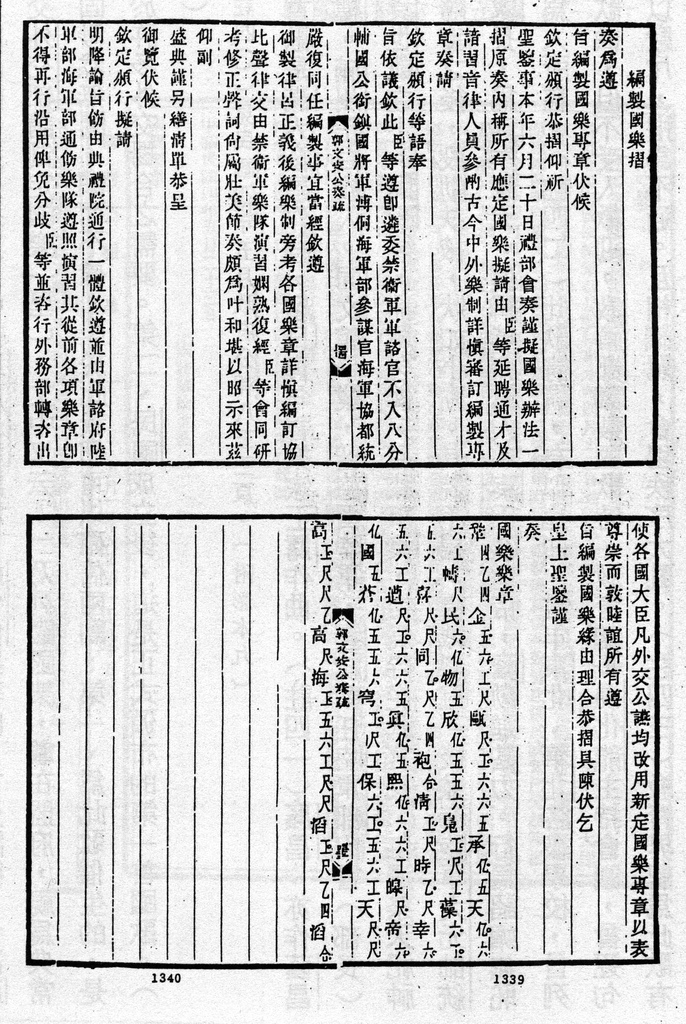
带有鞏金甌工尺谱的奏折

| 原文                                                                     | 語譯 |
| 鞏金甌 承天幬 民物欣鳧藻 喜同袍 清時幸遭 真熙皞 帝國蒼穹保 天高高 海滔滔 | 國土如金甌鞏固， 受天覆庇。 民眾萬物欣悅自得。 喜見同袍 有幸遇著清平時世。 真正興盛廣大， 帝國蒙蒼穹保佑。 蒼天高聳入雲， 滄海滔滔不絕。 |

## 英譯
嚴復曾將歌詞譯成英文如下：
Firm and Stable be the "golden cup" domed by the Celestial concave.
In it men and things happily prosper.
Glad are we who live in the time of Purity.
May Heaven protect and secure us from enemies and help us to reach the truly golden age!
Oh! The Blue firmament is infinitely high and the seas flow everlastingly.

## 后续
- 2010年中華民國國慶大典，受邀表演相聲的侯冠群唱了《鞏金甌》。[7][8]